# 1989년 뉴욕 영화 비평가 협회상
제55회 뉴욕 영화 비평가 협회상은 1989년 영화를 대상으로 하는 시상식이다.

## 수상 및 후보

### 작품상
- 나의 왼발
- 헨리 5세 - 케네스 브래너 수상

### 감독상
- 적 그리고 사랑 이야기 - 폴 마줄스키 수상

### 각본상
- 드러그스토어 카우보이 - 구스 반 산트 수상
- 드러그스토어 카우보이 - Daniel Yost 수상

### 여우주연상
- 사랑의 행로 - 미셸 파이퍼 수상

### 남우주연상
- 나의 왼발 - 다니엘 데이 루이스 수상

### 여우조연상
- 적 그리고 사랑 이야기 - 레나 올린 수상

### 남우조연상
- 범죄와 비행 - 앨런 알다 수상

### 촬영상
- 똑바로 살아라 - 어니스트 R. 딕커슨 수상

### 다큐멘터리상
- 로저와 나

### 외국영화상
- 여자 이야기